# Haniel Langaro
Haniel Vinícius Inoue Langaro (* 7. März 1995 in Umuarama, Brasilien) ist ein brasilianischer Handballspieler. Der 1,97 m große linke Rückraumspieler spielt für die brasilianische Nationalmannschaft und seit 2024 für den rumänischen Spitzenklub Dinamo Bukarest.

## Karriere

### Verein
Bis Januar 2016 spielte Langaro in seiner Heimat beim EC Pinheiros, ehe er seine erste Station in Europa beim spanischen Erstligisten Naturhouse La Rioja antrat. Die folgenden drei Spielzeiten verbrachte er beim französischen Verein Dunkerque HBGL. Ab 2020 lief er für den spanischen Verein FC Barcelona auf, mit dem er seither in Spanien jeden Titel gewann und zudem den iberischen Supercup 2022 und 2023 errang. In der EHF Champions League triumphierte er mit dem Team 2021, 2022 und 2024.
Im Sommer 2024 wechselte er zum rumänischen Verein Dinamo Bukarest.

### Nationalmannschaft
Mit der brasilianischen Nationalmannschaft gewann Haniel Langaro 2016 die Panamerikameisterschaft, die er im Jahr zuvor bereits mit der Junioren-Auswahl errang. Bei den Panamerikanischen Spielen 2019 erreichte er mit dem Team Bronze, bei den Süd- und Zentralamerikanischen Meisterschaften 2020 Silber. Er nahm mit Brasilien an den Olympischen Spielen 2016 und 2020 sowie den Weltmeisterschaften 2017, 2019 und 2021 teil. Bei den Panamerikanischen Spielen 2023 gewann er mit dem Team die Silbermedaille. Bei der Weltmeisterschaft 2025 warf er 28 Tore in sieben Spielen und belegte mit dem Team den 7. Platz.
Langaro bestritt bisher 100 Länderspiele, in denen er 426 Tore erzielte.